# Ludvík Čermák
Ludvík Čermák (17. srpna 1918 Písek – 26. dubna 1979 Praha) byl český hudební publicista.
Po nedokončených studiích dějin umění na Univerzitě Karlově byl od roku 1946 redaktorem Českého rozhlasu. Byl také zahraničním zpravodajem Československého rozhlasu v New Yorku (1957–1962) a v Paříži (1965–1970).
Zajímal se o jazz a prosazoval vysílání jazzové hudby v rozhlase. Při svém působení v Americe mapoval pro rozhlasové vysílání afroamerický hudební folklór a jazz, který pro rozhlas zpracovával do cyklu Jazz před půlnocí. V Českém rozhlase stál u zrodu rozhlasového pořadu Větrník, vysílaného na stanici Vltava. Na pořadu se dramaturgicky podílel do roku 1979, kdy zemřel. Ludvík Čermák nasměroval Větrník do jeho pozdějšího rockového zaměření. Po Ludvíku Čermákovi převzala vedení pořadu autorská dvojice Petr Dorůžka a František Horáček, zároveň také redaktoři časopisu Melodie.